# Antoine de Subiet-Cardot
Pour les articles homonymes, voir Cardot.
Antoine de Subiet-Cardot (né à Châteaurenard le 8 octobre 1514, mort à Montpellier le 8 novembre 1596), est un ecclésiastique qui fut évêque de Montpellier de 1572 à 1596.

## Biographie
Antonio de Subjet dit Cardot est issu d'une famille modeste de Chateaurenard. Devenu enfant de chœur à la collégiale Saint-Symphorien d'Avignon, il entre dans les ordres et y apprend la musique ce qui lui permet de devenir chanteur du Roi. À la cour il obtient successivement l’archidiaconé de la cathédrale Notre-Dame des Doms d'Avignon, le doyenné de Tarascon et la commende de l'abbaye de Tironneau dans le diocèse du Mans. 
Il est finalement nommé évêque de Montpellier et prend possession de son diocèse le 3 novembre 1573. Il teste le 4 juillet 1596 et résigne son siège épiscopal en faveur de  Guitard de Ratte, un chanoine du chapitre de Montpellier. Il meurt en octobre de la même année et est inhumé à Maguelone.